# 延原誠
延原 誠（のぶはら まこと、1970年10月25日 - 2018年10月20日）は、津山のだんじり研究家・経営者。岡山県津山市出身。地域研究者の延原宏は実兄。
津山まつり（大隅、高野、徳守神社の秋祭りの総称）と津山だんじりを紹介するホームページ「津山だんじり保存会館」を開設。祭り前になると、日に3千件、月に9〜10万件のアクセス数に上り、全国の祭りファンや津山出身者から熱い支持を得ている。（出典：広報つやま平成20年6月号より）
株式会社内外総合通信社代表取締役社長（現在の業務としては、LLP日本パソコンインストラクター認定協会内の内外総合通信社神戸支局として引き継がれており、地域情報誌の発行を行っている）、日本新聞社協会加盟地方紙の編集局整理部長、電子メディア室長を務めた経歴を活かし、業界の隙をつく新しいスタイルの通信社を設立。情報発信する側や受け取る側に立ったアイデアを次々におもいついては実行に移すプランナー的仕事人。起業時に奥さんと約束した無借金経営を頑なに守り続けている恐妻家でもある。（出典：経済産業省中国経済産業局2008中国地域　起業家・起業支援事例集50選）
津山だんじり保存会館創設者、岡山県立図書館「デジタル岡山大図鑑」への掲載
コンビニのマルチコピーが“売り場”となり、印刷や流通コストをゼロにするビジネスを提案
中島病院旧本館（城西浪漫館）指定管理者となる
著書・共著
『津山・美作今昔写真集』赤坂健太郎、日下隆春、坂本昇、角南勝弘、高橋武彦、武本あけみと共著、樹林舎、2013